# یسپر آسلمان
یسپر آسلمان (هلندی: Jesper Asselman؛ زادهٔ ۱۲ مارس ۱۹۹۰) دوچرخه‌سوار اهل هلند است.
از باشگاه‌هایی که در آن رکاب زده است می‌توان به دلتا سایکلینگ روتردام، تیم دوچرخه‌سواری رابوبانک دولوپمنت، تیم دوچرخه‌سواری اشتاتینگ سرویس گروپ، و تیم دوچرخه‌سواری رومپوت–ندرلانسه لوتری اشاره کرد.